# Syberia III
A Syberia 3 kalandjáték, amelyet a Microïds fejlesztett Microsoft Windows, macOS, PlayStation 4, Xbox One és Nintendo Switch platformokra. Ez a Syberia-sorozat 3. része, ami Kate Walker amerikai ügyvéd kalandjait követi végig.

## Története
Miután elhagyta Syberia szigetét, Kate Walker egy rögtönzött hajón találja magát, amelyen a yukoliak kimentették. Miután elhatározta, hogy megszökik közös ellenségeik elől, Kate úgy dönt, hogy segít a nomádoknak megvalósítani furcsa ősi hagyományukat, és elkíséri őket, valamint hóstruccaikat a szezonális vándorlásukra. A játék végigvezeti a játékost Valsembor elbűvölő városában, a Krystal nevű hajón, egy baranouri elhagyott vidámparkon keresztül, amelyet tragikusan elpusztított a radioaktív visszahullás, és a sugárzás még mindig elzárja a park egyes részeit. Végül Kate segít a yukoloknak megtalálni az elveszett templomukat, és hozzáférést biztosít számukra a hídon túli hóstrucc tenyésztőhelyekhez. A játék végén Kate-t Olga Efimova elfogja és visszaviszi a klinikára, további sorsát ismeretlenül lezárva.

## Fejlesztés
2012 novemberében a Microïds bejelentette, hogy Sokal, a sorozat atyja hivatalosan aláírta az Anumannal a Syberia 3 történetének megírásáról szóló szerződést, a fejlesztés megkezdődött, és a munkálatokat Elliot Grassiano, a Microïds eredeti alapítója fogja felügyelni. A játék megjelenését eredetileg 2014–2015-re tervezték. 2013. augusztus 21-én jelentették be, hogy a játék gyártási fázisba lépett. Az első képernyőképek 2014. augusztus 13-án jelentek meg, a demót pedig 2015-ben adták ki Microsoft Windows, OS X, PlayStation 4, Xbox One, iOS és Android rendszerekre. A játék 2017 áprilisában jelent meg angol, francia, német, lengyel és orosz szinkronnal, illetve olasz, spanyol, holland, cseh, koreai és kínai felirattal. A játék elődje, a Syberia II után 13 évvel készült el, így a legnagyobb különbséget a korábbi 2D-3D keverék megjelenés helyetti tisztán 3D modellezés jelentette. A  2017 novemberében egy DLC is megjelent a játékhoz An Automaton with a Plan néven, ahol a játékos Oscart irányíthatja.

## Fogadtatása
A játék fogadtatása nem volt túl kedvező. Sokan kiemelték a nagy és optimalizálatlan gépigényt, a rossz angol szinkront és a szájra illesztés hiányát, a gyakori bugokat, a hosszú párbeszédeket, valamint a rémes irányítást és kameramozgást. A pozitívumok közé sorolták az érdekes történetet, a világ megjelenítését, valamint a csodálatos zenét. Ezek miatt a kritikusok és játékosok véleménye igen csak megosztott a játékkal kapcsolatban.

## Folytatás
A Syberia-sorozat folytatásának bevezetőjét 2020. október 8-án tette ingyenesen elérhetővé a Microïds. A kész játék címe várhatóan Syberia: The World Before lesz, a végleges változat megjelenésének időpontja még bizonytalan.

## Fordítás
- Ez a szócikk részben vagy egészben  a   Syberia 3 című angol Wikipédia-szócikk ezen változatának fordításán alapul.  Az eredeti cikk szerkesztőit annak laptörténete sorolja fel. Ez a jelzés csupán a megfogalmazás eredetét és a szerzői jogokat jelzi, nem szolgál a cikkben szereplő információk forrásmegjelöléseként.